# Pumukli – Kaland a cirkuszban
A Pumukli – Kaland a cirkuszban (eredeti cím: Pumuckl und sein Zirkusabenteuer, egyéb cím: Pumukli a cirkuszi porondon) 2003-ban bemutatott német vegyes technikájú film, amely valós díszletekkel élőszereplős és 2D-ben számítógéppel animált jelenetekkel készült. A játékfilm rendezője Peter Weissflog, producere Tita Korytowski. A forgatókönyvet Ursula Bagnall írta, a zenéjét Fritz Muschler szerezte, a főszereplője Hans Clarin látható. A mozifilm az Infafilm GmbH gyártásában készült, a Movienet forgalmazásában jelent meg. Műfaja fantasy-filmvígjáték.
Németországban 2003. október 16-án mutatták be a mozikban, Magyarországon 2005. november 9-én adták ki DVD-n.

## Szereplők
| Szereplő         | Eredeti hang       | Magyar hang        |
| ---------------- | ------------------ | ------------------ |
| Pumukli          | Kai Taschner       | Pusztaszeri Kornél |
| Szereplő         | Színész            | Magyar hang        |
| Ferdinánd Éder   | Hans Clarin        | Gruber Hugó        |
| Henriette Straub | Christine Neubauer | Fazekas Andrea     |
| Magiaroné        | Sunnyi Melles      | Antal Olga         |
| Magiaro úr       | Erni Singerl       | Pálfai Péter       |
| Eichingerné      | Erni Singerl       | Pap Éva            |
| Marcus Straub    | Roland Schreglmann | Szűcs Balázs       |

További magyar hangok: Fehér Péter, Kiss Anikó, Papucsek Vilmos, Pipó László, Presits Tamás, Simon Eszter, Végh Ferenc

## Televíziós megjelenések
TV2, Duna TV